# Обсерваторія Гайдельберг-Кенігштуль
Обсерваторія Гайдельберг-Кенігштуль (нім. Landessternwarte Heidelberg-Königstuhl) — астрономічна обсерваторія на горі Кенігштуль на околиці міста Гайдельберг у Німеччині. Обсерваторія входить до складу Центру астрономії Гайдельберзького університету, поруч з нею розташовані Інститут астрономії імені Макса Планка і Будинок Астрономії. Попередниця обсерваторії була заснована 1774 року в сусідньому місті Мангайм, але погіршення умов спостереження призвело до переїзду обсерваторії до Гайдельберга у 1898 році.

## Історія

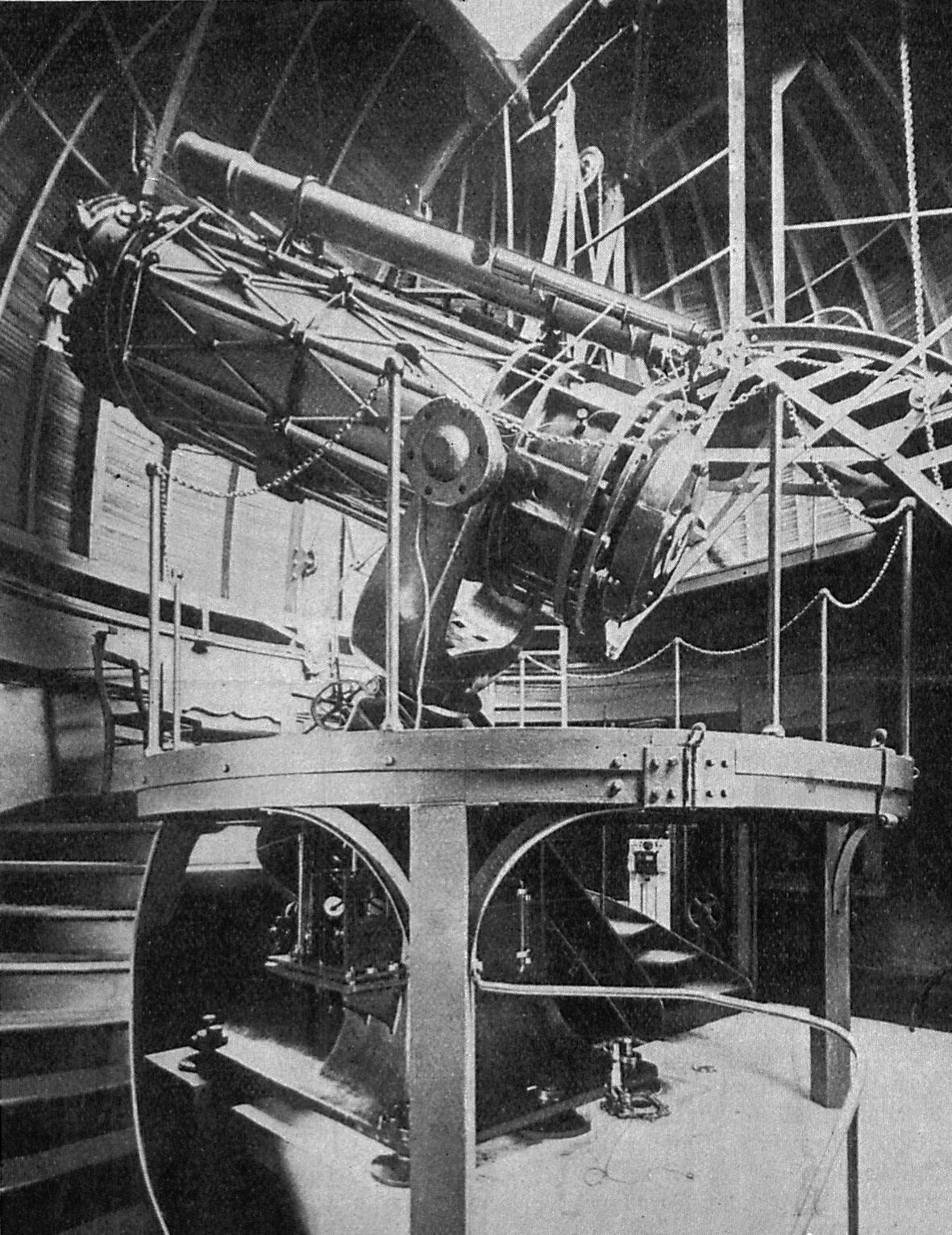
Телескоп Вальца в обсерваторії Гайдельберг-Кенігштуль близько 1907 року

Оригінальні інструменти обсерваторії походять від Мангаймської обсерваторії, заснованої в 1774 році. Через погіршення умов спостереження обсерваторія була тимчасово переміщена в Карлсруе в 1880 році. В наступні роки обговорювалися три місця для будівництва нової обсерваторії, і зрештою було обрано Кенігштуль.
20 червня 1898 року Великий герцог Баденський Фрідріх I урочисто відкрив Гірську обсерваторію Великого князівства. Астрономічний інститут спочатку складався з двох відділів: астрофізичного під керівництвом Макса Вольфа та астрометричного під керівництвом Вільгельма Валентинера. Валентинер був директором Мангаймської обсерваторії до 1880 року та ініціював її перенесення до Карлсруе. У 1909 році, після виходу Валентинера на пенсію, відділи були об'єднані під керівництвом Макса Вольфа.
Вольф ще студентом побудував приватну обсерваторію в саду будинку своїх батьків на Мерцгассе в Гайдельберзі, яку з часом продовжував вдосконалювати. Він оптимізував астрофотографію та фотографічно відкрив нову комету та туманність Північна Америка.
Після призначення в гірську обсерваторію Вольфу вдалося залучити приватних меценатів для придбання потужних телескопів, у тому числі американку Кетрін Вульф Брюс, яка пожертвувала 10 000 доларів.
Основним напрямком роботи обсерваторії спочатку було дослідження туманностей і пошук астероїдів. Вольф, його колеги та наступники до 1950-х років відкрили понад 800 астероїдів, у тому числі перший виявлений троянський астероїд 588 Ахіллес в 1906 році.
Спільно з Йоганном Палізою з Відня було створено перший фотографічний зоряний атлас для пошуку та ідентифікації щойно відкритих небесних тіл, зоряний атлас Палізи-Вольфа.

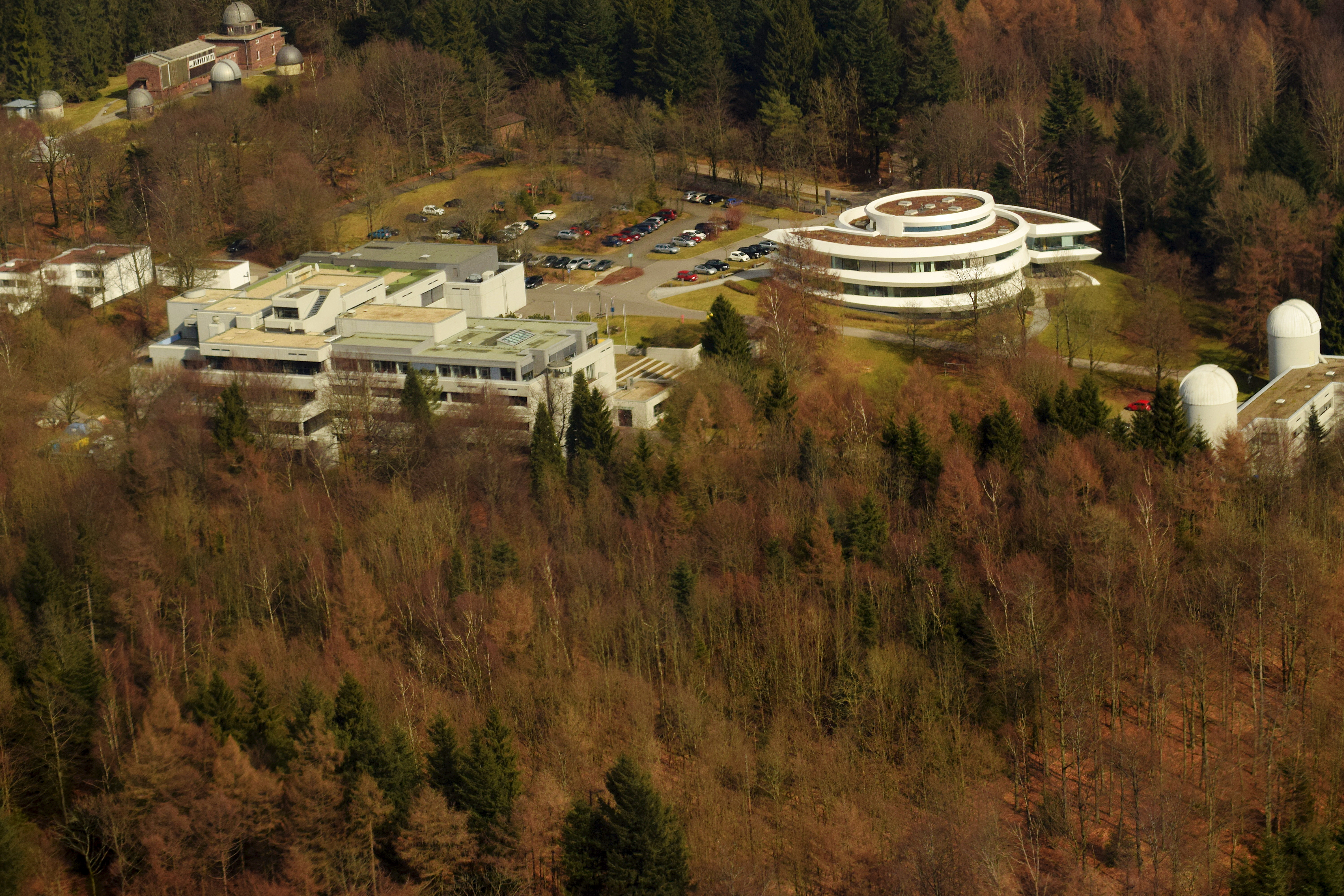
Обсерваторія Гайдельберг-Кенігштуль (ліворуч вгорі), Будинок астрономії (праворуч вгорі, у формі спіральної галактики) та Інститут астрономії імені Макса Планка (багатоповерховий будинок в центрі і будинок з куполами праворуч)

У 1967 році поруч з обсерваторією відкрився Інститут астрономії імені Макса Планка.
З 1 січня 2005 року обсерваторія змінила підпорядкування, перейшовши з федерального підпорядкування до складу Гайдельберзького університету. Там вона була об'єднана з Інститутом теоретичною астрофізики і Інститутом астрономічних обчислень в Центр астрономії Гайдельберзького університету.
Тепер обсерваторія працює в галузях позагалактичної та зоряної астрофізики, досліджує активні ядра галактик та квазари, холодні та гарячі зорі, використовує інтерферометрію на Дуже великому телескопі для пошуку екзопланет і ширококутні огляди неба для пошуку найстаріших зір Чумацького Шляху, бере участь у створенні спектрографа Lucifer для Великого бінокулярного телескопа та в роботі обсерваторії космічних променів H.E.S.S.

## Директори
- Макс Вольф (1902—1932)
- Ганс Ельзессер (до 1975)
- Іммо Аппенцеллер (до 2006)
- Андреас Квірренбах (з 2006)

## Будівлі
На території обсерваторії розташовані такі будівлі:
- Головна будівля (колишній Астрофізичний інститут) містить адміністрацію, майстерню точної механіки, майстерню електроніки, фотолабораторію, столярну майстерню, робочі кімнати, комп'ютерну кімнату та велику бібліотеку з приблизно 23 500 томами. Найстаріші книги (XVIII століття) походять ще з Мангаймської обсерваторії. В головній будівлі також знаходиться 6-метровий купол телескопа Брюс[de].
- Східний інститут (колишній Астрометричний інститут) на момент відкриття складався з меридіанного залу з двома меридіанними кругами та квадратної оглядової вежі для восьмидюймового рефрактора Канна. Інститут також містив Баденську службу часу та сейсмограф[2]. Сьогодні колишній меридіанний зал використовується як лекційний зал та як архів фотопластин.
- Співробітники обсерваторії та їхні родини розміщені в житловому будинку. Раніше в будівлі також містились квартири директорів і житло студентів[2].
- Північний інститут (колишній будинок директора) містить робочі та гостьові кімнати.
- Лабораторії Гаппеля бере початок від художника Карла Гаппеля. Лабораторія містить, серед іншого, джерело планківського чорнотільного випромінювання для калібрування фотометрів для спектроскопії, оптичне вимірювальне обладнання для розробки оптичних систем і центральну обчислювальну систему.
- П'ять куполів телескопів різних розмірів.

Будинки є пам'ятками архітектури. В обсерваторії також створена планетна стежка для ілюстрації структури Сонячної системи.

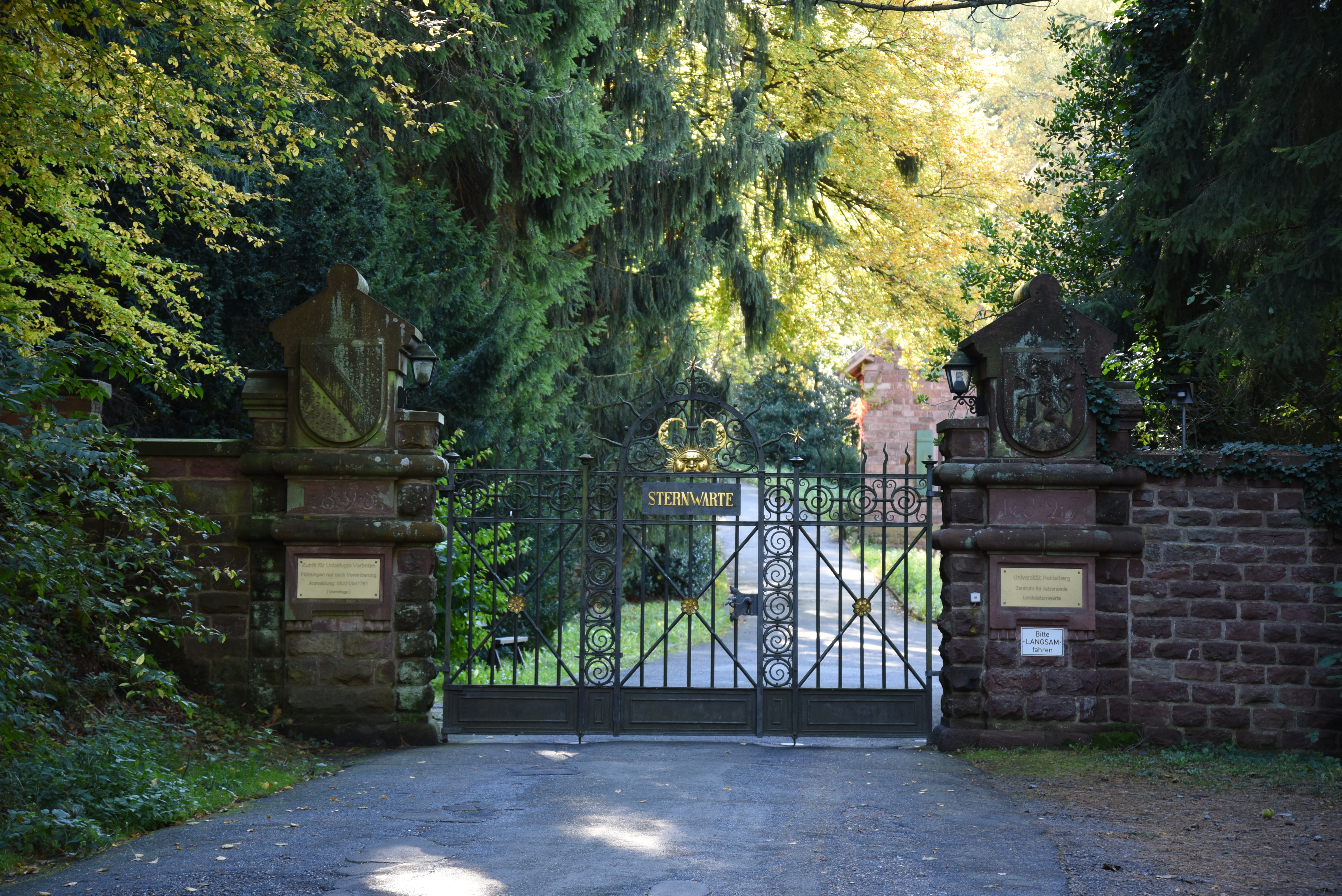
Вхід до обсерваторії
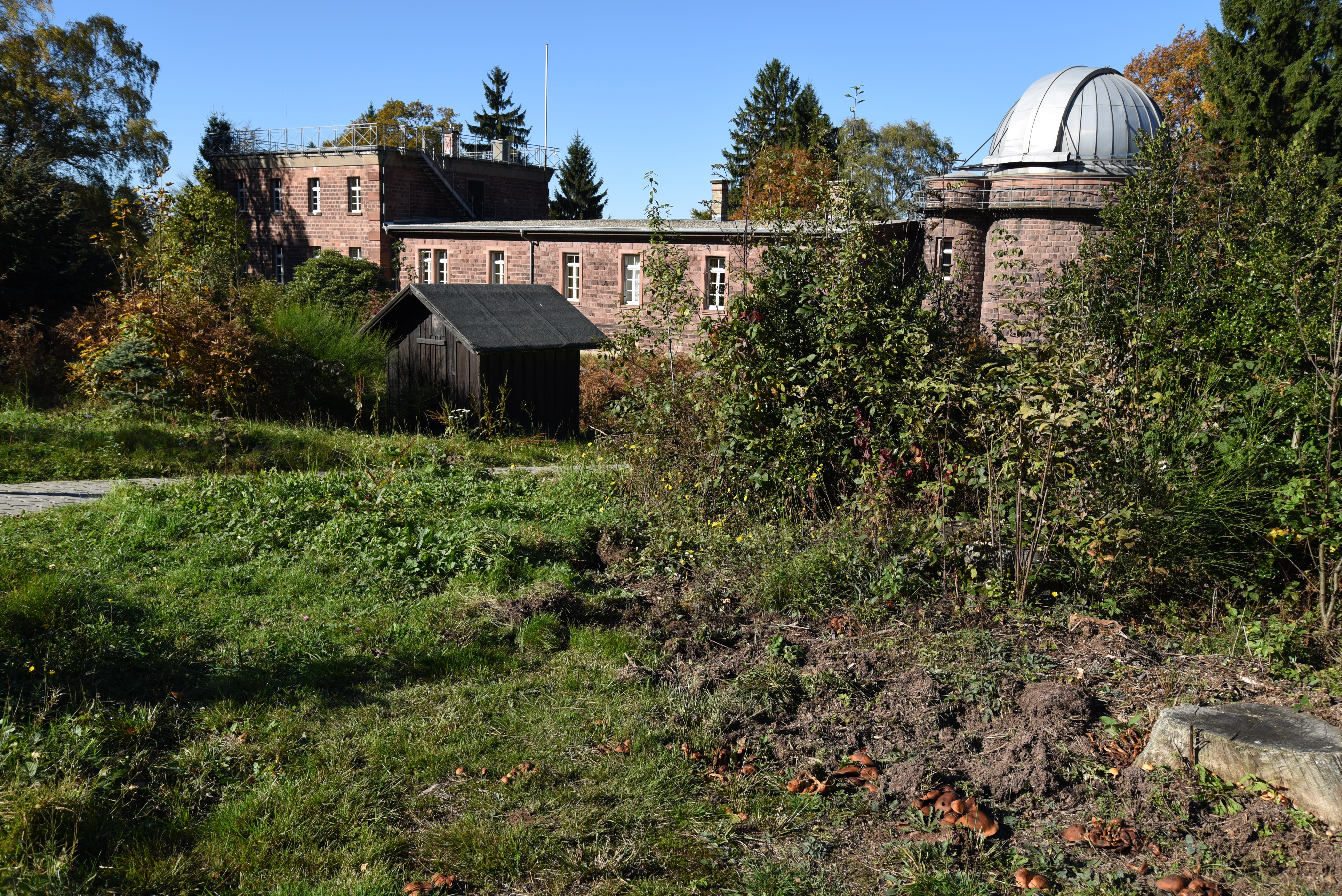
Вигляд обсерваторії з півдня
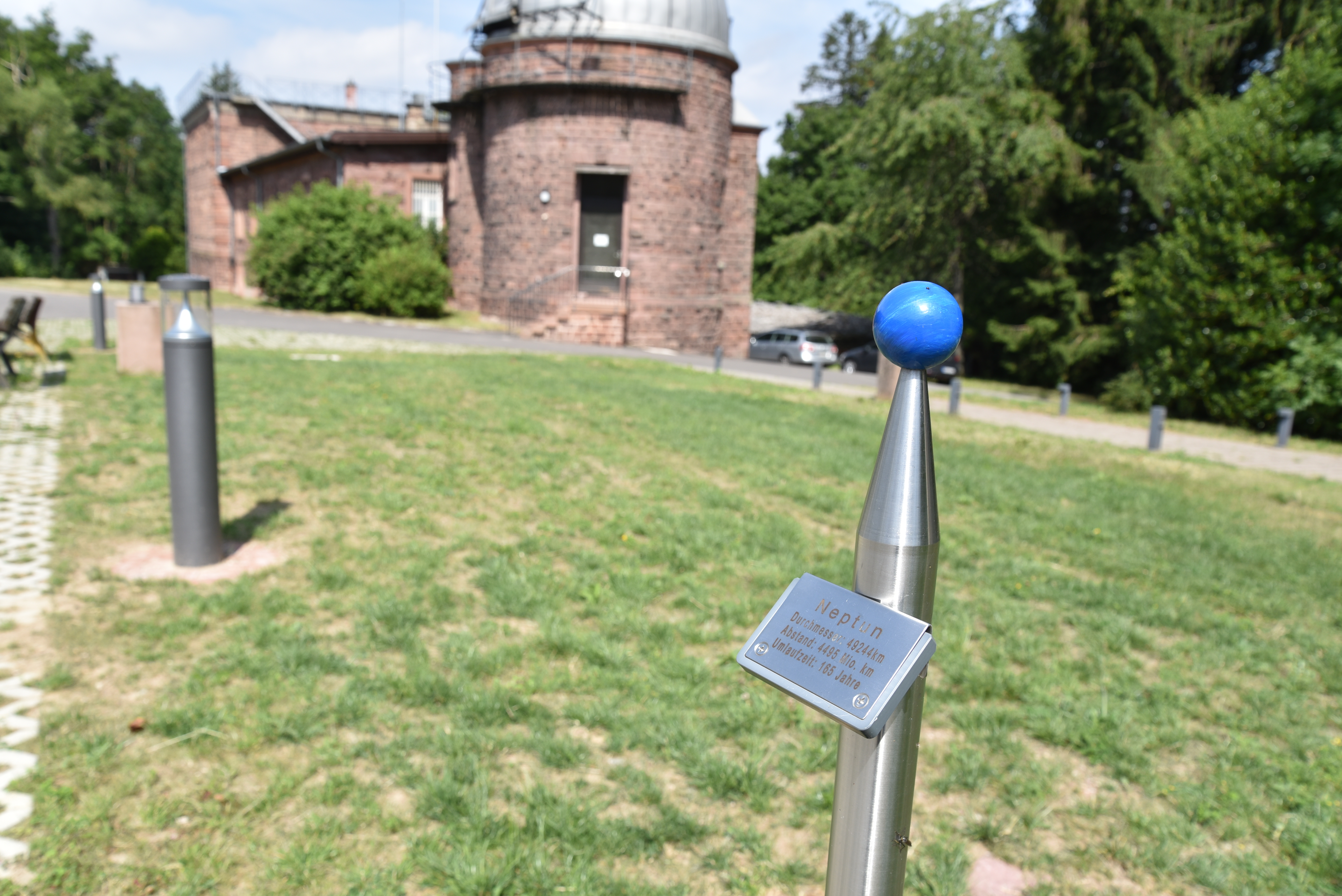
Нептун на планетній стежці

## Інструменти

### Діючі інструменти

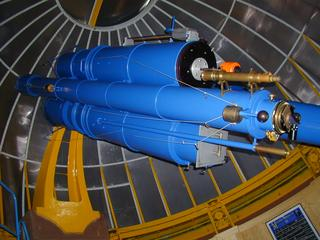
Подвійний астрограф Брюс

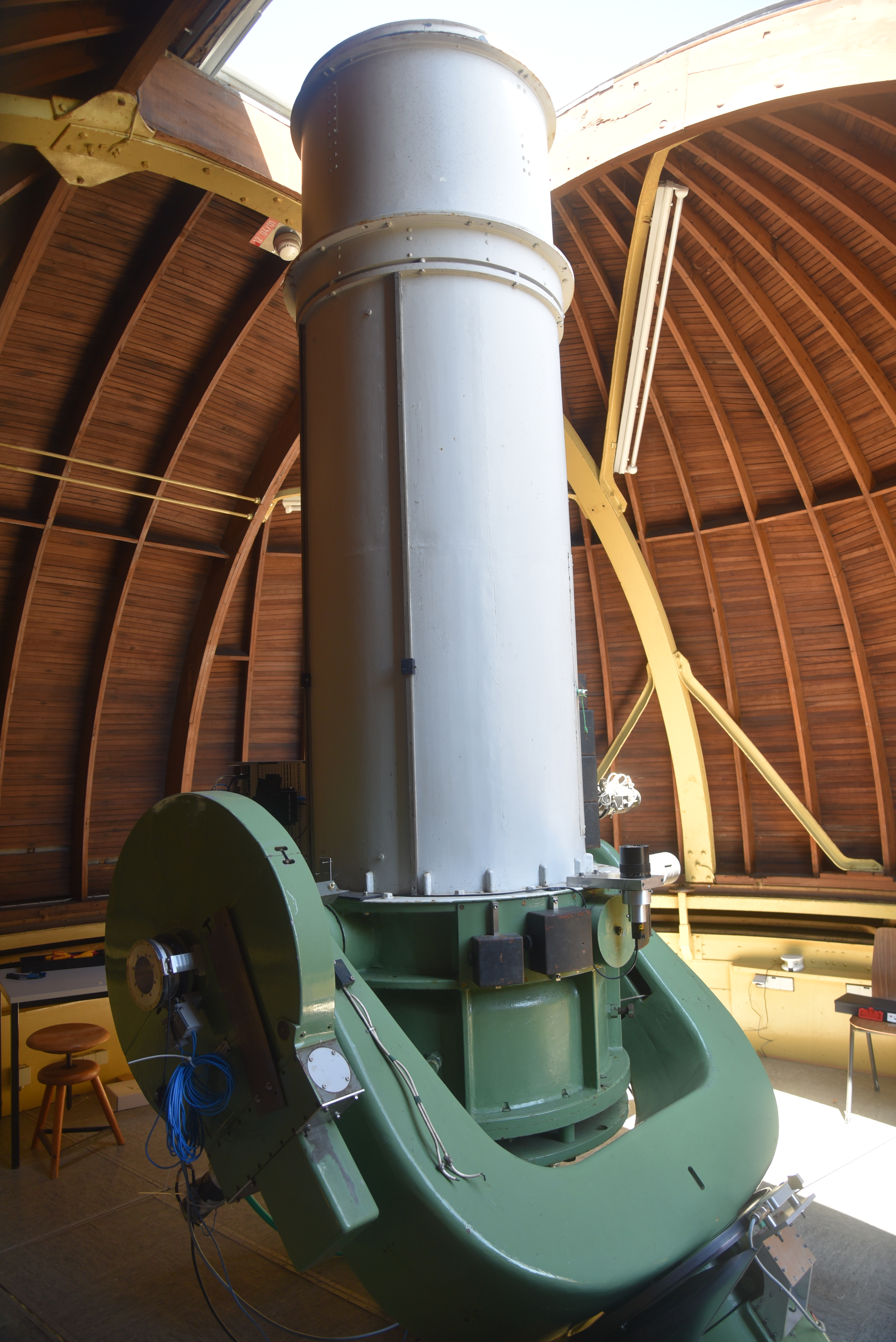
Телескоп Вальца

Рефрактор Канна (нім. Kann-Refraktor) є найстарішим телескопом обсерваторії. Він названий на честь мецената Л. Канна. Він має діаметр об'єктива 20 см і фокусну відстань 3 м та дерев'яний корпус на екваторіальному монтуванні. Він згадується вже в річному звіті за 1894 рік тодішньої обсерваторії Карлсруе. Спочатку він використовувався для візуального спостереження подвійних зір, але тепер використовується виключно для публічних екскурсій (наприклад, для візуальних спостережень Сонця).
Телескоп Брюс (нім. Bruce-Teleskop), названий на честь меценатки Кетрін Вульф Брюс, — це астрограф, який складається з телескопа з 25-сантиметровою апертурою і фокусною відстанню 4 м та двох 40-сантиметрових рефракторів для фотографування з фокусною відстанню 2 м. Пристрій почав працювати в 1900 році й використовувався для зйомки тисяч фотопластинок і відкриття численних астероїдів, частково у співпраці з Йоганном Палізою у Відні. Каталог відзнятих фотопластинок доступний в інтернеті. Тепер телескоп використовується для екскурсій.
Телескоп Вальца (нім. Waltz-Teleskop), названий на честь його засновника Б. Вальца — це ньютонівський телескоп з діафрагмою 72 см, який працює у фокусі Несміта. Він був введений в експлуатацію в 1906 році і став першим великим телескопом від Карла Цейсса. На телескопі здебільшого виконують спостереження за допомогою спектрографа з метою пошуку екзопланет. Це єдиний телескопом обсерваторії, який досі використовується для наукових досліджень.

### Історичні інструменти
15-сантиметровий подвійний астрограф, який до 1898 року знаходився в приватній обсерваторії Вольфа і використовувався, серед іншого, для відкриття астероїда Брюсія — першого астероїда, відкритого фотографічний способом. Коли обсерваторія була заснована, астрограф перемістився в купол телескопа на південь від головної будівлі, ставши частиною обладнання тодішнього Астрофізичного інституту. Сьогодні вона експонується в будівлі Східного інституту.
У власній майстерні інституту в 1963 році був виготовлений телескоп Шмідта діаметром 40 см з фокусною відстанню 90 см. Телескоп має велике поле зору в чотири градуси й найкраще підходив для зйомок зоряних полів або (у поєднанні з призмою спектроскопа) одночасного вимірювання великої кількості зоряних спектрів.
У 1988 році був введений в експлуатацію саморобний телескоп Кассегрена з головним дзеркалом 70 см і фокусною відстанню 5,6 м. Він використовувався для моніторингу змінних об'єктів, таких як квазари, за допомогою ПЗЗ-камери.
Ще один телескоп Кассегрена з 50-сантиметровим головним дзеркалом і фокусною відстанню 6,95 метра також був виготовлений у власній майстерні обсерваторії в 1978 році. Основною сферою його застосування була фотометрія зір і поляриметрія.

### Колишні інструменти
Історичний шестидюймовий рефрактор 1859 року використовувався для дослідження зоряних скупчень, а також для навчальних цілей до 1924 року, а потім був виведений з експлуатації. У 1957 році пристрій було передано місту Карлсруе, де він був установлений в обсерваторії Карлсруе.
7,5-сантиметрове меридіанне коло з інвентарю колишньої обсерваторії Карлсруе через недостатню точність використовувалося лише для навчальних цілей.
15-сантиметрове меридіанне коло, яке було придбано під час заснування обсерваторії в 1898 році. Воно використовувалось як основний інструмент Астрометричного інституту та для вимірювання часу службою часу. Для калібрування меридіанного кола в 100 м на південь і на північ від нього розташовувались хатинки зі штучною зорею.
У 1977 році був введений в експлуатацію телескоп Річі-Кретьєна-Кассегрена фірми Carl Zeiss з діаметром головного дзеркала 75 см і фокусною відстанню 6 м. Телескоп має азимутальне кріплення і комп'ютерне керування по обох осях. Він використовується в основному для фотографування галактик і зоряних скупчень за допомогою ПЗЗ-камери, переважно в червоному спектральному діапазоні. Його перевезли до Намібії в 2005 році в рамках проєкту ATOM (англ. Automated Telescope for Optical Monitoring, автоматичний телескоп для оптичного моніторингу).